# 2010年亞洲運動會國際象棋比賽
2010年亞洲運動會國際象棋比賽设4个小项（男子个人、女子个人、男子团体、女子团体）。

## 獎牌統計
| 排名 | 国家／地区 | 金牌 | 银牌 | 铜牌 | 總數 |
| ---- | ---------- | ---- | ---- | ---- | ---- |
| 1    | 中国       | 3    | 1    | 1    | 5    |
| 2    |            | 1    | 1    | 0    | 2    |
| 3    | 越南       | 0    | 1    | 1    | 2    |
| 4    | 菲律宾     | 0    | 1    | 0    | 1    |
| 5    | 印度       | 0    | 0    | 2    | 2    |
| 總計 | 總計       | 4    | 4    | 4    | 12   |

## 各項成績
| 項目       | 金牌                                               | 银牌                                                                                         | 铜牌 |
| 男子個人賽 | 鲁斯塔姆·卡西姆贾诺夫（）                          | 黎光廉（越南）                                                                               | 卜祥志（中国） |
| 男子團體賽 | 中国（CHN） · 王玥 · 王皓 · 卜祥志 · 周健超 · 倪华 | 菲律宾（PHI） · 韦斯利·苏 · 小罗赫略·安东尼奥 · 约翰·保罗·戈麦斯 · 达尔文·莱洛 · 欧赫内·托雷 | 印度（IND） · 哈里克里希纳·彭塔拉 · 萨希基兰·克里希南 · 苏里亚·谢卡尔·加努利 · 戈帕尔·吉塔·纳拉亚南 · 阿迪班·巴斯卡兰 |
| 女子個人賽 | 侯逸凡（中国）                                     | 赵雪（中国）                                                                                 | 哈里卡·德罗纳瓦利（印度）                                                                                             |
| 女子團體賽 | 中国（CHN） · 侯逸凡 · 居文君 · 赵雪 · 黄茜 · 王瑜 | （UZB） · 纳菲莎·穆米诺娃 · 奥莉加·萨比罗娃 · 尤尔杜兹·哈姆拉库洛娃 · 娜迪拉·纳迪尔贾诺娃    | 越南（VIE） · 黄氏宝簪 · 范丽滔源 · 阮氏青恩 · 阮氏梅兴 · 阮氏祥云                                                    |

## 赛程

### 个人赛
第1-2轮：11月13日 15:00
　　第3-4轮：11月14日 15:00
　　第5-7轮：11月15日 15:00
　　第8-9轮：11月16日 15:00

### 团体赛
第一轮：11月18日 15:00
　　第二轮：11月19日 15:00
　　第三轮：11月20日 15:00
　　第四轮：11月21日 15:00
　　第五轮：11月22日 15:00
　　第六轮：11月23日 15:00
　　第七轮：11月24日 15:00
　　第八轮：11月25日 15:00
　　第九轮：11月26日 15:00

## 比赛规则

### 个人赛
每方基本用时25分钟，每步加十秒

### 团体赛
每方基本用时90分钟，每步加30秒

## 男子个人赛

### 名次
1 卡西姆扎诺夫  乌兹别克斯坦 7.5
　　2 黎光廉  越南  7.5
　　3 卜祥志  中国  6.5
　　4 卡扎列耶夫 哈萨克斯坦 6.5
　　5 甘古利  印度  6.0
　　6 萨德瓦卡索夫 哈萨克斯坦 6.0
　　7 梅格兰托 印尼  6.0
　　8 纳姆卡伊 蒙古  6.0

### 参赛名单
中国：卜祥志、倪华
 ： 明赫扎丁·艾哈迈德、尼亚兹·穆尔希德
 印度：萨希基兰·克里希南、苏里亚·塞卡尔·甘古利
 印度尼西亞：苏桑托·默加兰托
 伊朗：埃勒尚·穆拉迪-阿巴迪、伊赫桑·盖马加米
 伊拉克：阿拉兹·萨法尔、艾哈迈德·阿卜杜勒-瓦哈卜
 日本：山田弘平、小岛慎也
 约旦：巴西勒·舒哈、法迪·马勒卡维
 ：达尔缅·萨德瓦卡索夫、穆尔塔斯·卡日加利耶夫
 ：李起烈、李相勋
 ：阿尔吉斯·舒库拉利耶夫、谢梅捷伊·托洛贡·捷金
 ：坎普·蓬马松
 黎巴嫩：法迪·艾德、塔里克·穆达拉勒
 马来西亚：马斯·哈菲祖勒希勒米·A·AB·拉赫、莫泽明
 馬爾地夫：阿卜杜勒·拉赫曼·阿里、穆罕默德·哈桑
 蒙古国：乌尔特那桑·纳桑扎尔嘎勒、泽格米德·巴楚伦
 尼泊尔：巴德里·拉尔·尼帕利、比拉姆·拉尔·什雷斯塔
 菲律賓：韦斯利·苏、小罗赫略·安东尼奥
 ：穆罕默德·赛义德、穆赫德·艾哈迈德·马代基
 叙利亚：萨米尔·穆罕默德
 ：汉贾尔·奥杰耶夫、梅利斯·安纳别尔季耶夫
 阿联酋：阿卜杜拉·哈桑·哈马迪、萨利姆·阿卜杜勒-拉赫曼·萨利赫
 越南：黎光廉、阮玉长山
 葉門：贝希尔·库代米、赞丹·赞达尼

## 女子个人赛

### 名次
1 侯逸凡  中国  8.5
　　2 赵雪  中国  7.5
　　3 哈丽卡  印度  6.5
　　4 范黎韬元 越南  6.0
　　5 图布欣图格斯 蒙古  6.0
　　6 塔尼娅  印度  5.5
　　7 黄氏宝簪 越南  5.5
　　8 诸宸  卡塔尔  5.5

### 参赛名单
中国：侯逸凡、赵雪
 ：萨米玛·阿克特尔、沙尔明·苏丹娜·希林
 印度：哈里卡·德罗纳瓦利、塔尼娅·萨奇德夫
 印度尼西亞：伊丽娜·哈里斯玛·苏坎达尔
 伊朗：阿图莎·普尔卡希扬、莎迪·帕里达尔
 伊拉克：达勒巴克·易卜拉欣、希娜尔·穆罕默德·卡尼
 日本：内田奈留美
 约旦：ALNAIMAT Raya、布什拉·沙比
 ：古尔米拉·道列托娃、古莉斯汉·纳赫巴耶娃
 ：卞晟源、金孝英
 ：亚历山德拉·萨马加诺娃
 马来西亚：阿利娅·阿宁·阿兹瓦·巴克里、努尔·纳比拉·阿兹曼·希沙姆
 馬爾地夫：穆米纳·穆罕默德、努斯拉·阿卜杜勒·勒哈·拉赫马
 蒙古国：森格拉布丹·奥特根扎尔嘎勒、乌干巴亚尔·勒哈木苏伦
 尼泊尔：阿什米塔·阿迪卡里、莫娜·莉莎·坎布
 菲律賓：查迪内·切拉德·卡马乔、凯瑟琳·佩雷尼亚
 ：萨拉玛·阿里·哈利菲、诸宸
 叙利亚：阿法米娅·米尔·马哈茂德、法蒂玛·杰勒达
 ：巴哈尔·哈拉耶娃、马赫丽·格尔季耶娃
 阿联酋：胡露德·伊萨·扎鲁尼、努拉·穆罕默德·萨法尔
 ：奥莉加·萨比罗娃、尤尔杜兹·哈姆拉库洛娃
 越南：范丽滔源、黄氏宝簪

## 男子团体赛
中国：卜祥志、倪华、王皓、王玥、周健超
 ：阿布·苏菲安·沙基勒、里法特·本·萨塔尔、明赫扎丁·艾哈迈德、尼亚兹·穆尔希德、齐亚·拉赫曼
 印度：阿迪班·巴斯卡兰、戈帕尔·吉塔·纳拉亚纳、哈里克里希纳·彭塔拉、萨希基兰·克里希南、苏里亚·塞卡尔·甘古利
 伊朗：阿斯加尔·戈利扎德、埃勒尚·穆拉迪-阿巴迪、胡马云·图菲吉·塔米贾尼、莫尔塔扎·马赫朱卜-扎尔达斯特、伊赫桑·盖马加米
 伊拉克：阿拉兹·萨法尔、艾哈迈德·阿卜杜勒-瓦哈卜、侯赛因·阿里
 约旦：ALKHATIB Ahmad、巴西勒·舒哈、法迪·马勒卡维、马尔万·阿布迪、穆萨·侯赛因
 ：阿扎马特·乌捷加利耶夫、达尔缅·萨德瓦卡索夫、里纳特·朱马巴耶夫、鲁斯塔姆·胡斯努季诺夫、穆尔塔斯·卡日加利耶夫、叶夫根尼·弗拉基米洛夫
 ：金世壁、李起烈、李相勋、张宰源、郑玟宇
 ：阿尔吉斯·舒库拉利耶夫、纳西尔·阿克尔别科夫、谢梅捷伊·托洛贡·捷金
 黎巴嫩：阿里·阿特维、法迪·艾德、哈尼·米卡提、塔里克·穆达拉勒
 馬爾地夫：阿卜杜勒·拉赫曼·阿里、艾哈迈德·阿什拉夫、艾哈迈德·福阿德、穆罕默德·哈桑
 蒙古国：巴亚尔赛汗·贡达瓦、干卓力格·额尔德尼、纳木海·巴图勒嘎、乌尔特那桑·纳桑扎尔嘎勒、泽格米德·巴楚伦
 菲律賓：达尔文·莱洛、欧赫内·托雷、韦斯利·苏、小罗赫略·安东尼奥、约翰·保罗·戈麦斯
 ：哈马德·穆罕默德·塔米米、侯赛因·阿齐兹·内扎德、穆罕默德·赛义德、穆赫德·艾哈迈德·马代基
 ：汉贾尔·奥杰耶夫、梅利斯·安纳别尔季耶夫
 ：阿列克谢·巴尔索夫、安德烈·克翁、安东·菲利波夫、鲁斯塔姆·卡西姆贾诺夫、朱拉别克·哈姆拉库洛夫
 越南：高创、黎光廉、阮德和、阮黄明辉、阮玉长山
 葉門：贝希尔·库代米、哈特姆·哈兹拉尼、穆罕默德·奥斯曼、萨布里·萨拉姆、赞丹·赞达尼

## 女子团体赛
中国：侯逸凡、黄茜、居文君、王瑜、赵雪
 ：BEGUM Masuda、拉妮夫人·哈米德、纳兹拉纳·汗、萨米玛·阿克特尔、沙尔明·苏丹娜·希林
 印度：哈里卡·德罗纳瓦利、米纳克希·苏巴拉曼、尼莎·莫霍塔、塔尼娅·萨奇德夫、伊莎·桑贾伊·卡拉瓦德
 伊朗：阿图莎·普尔卡希扬、加扎勒·哈基米-法尔德、米特拉·赫贾齐普尔、莎迪·帕里达尔、莎耶斯特·加德普尔·塔利
 伊拉克：达勒巴克·易卜拉欣、希娜尔·穆罕默德·卡尼
 约旦：ALNAIMAT Raya、布什拉·沙比、莎法·阿布·贾尼哈、塔玛拉·哈提卜、伊卜提萨姆·阿迪
 ：卞晟源、金兑径、金孝英、林霞炯、柳佳岚
 蒙古国：阿勒坦乌勒齐·恩赫图勒、杜拉木苏伦·彦金杜拉木、森格拉布丹·奥特根扎尔嘎勒、图布欣图格斯·巴特其木格、乌干巴亚尔·勒哈木苏伦
 菲律賓：查迪内·切拉德·卡马乔、赫达拉·多塞纳、凯瑟琳·佩雷尼亚、拉尔普·伊莱姆·何塞、舍西拉·柯
 ：艾莎·阿里·哈利菲、胡露德·哈利菲、丽姆·哈尼·萨法尔、萨拉玛·阿里·哈利菲、沙伊玛·哈尼·萨法尔、诸宸
 ：巴哈尔·哈拉耶娃、马赫丽·格尔季耶娃
 ：奥莉加·萨比罗娃、胡勒卡尔·塔希尔焦诺娃、纳菲莎·穆米诺娃、娜迪拉·纳迪尔贾诺娃、尤尔杜兹·哈姆拉库洛娃
 越南：范丽滔源、黄氏宝簪、阮氏梅兴、阮氏青恩、阮氏祥云